# Pauvre Blaise
Pauvre Blaise est un roman de la Comtesse de Ségur publié en 1862.

## Dédicace
Le roman est dédicacé :
« À mon petit-fils Pierre de Ségur
Cher enfant, voici un excellent garçon, sage et pieux comme toi, qui te demande une place dans ta bibliothèque. Tu ne repousseras pas sa prière et tu lui donneras un poste de faveur en l’honneur de ses vertus et de ta grand-mère. »

## Résumé
Le roman est composé de 22 chapitres.
Les propriétaires du domaine l'ont vendu récemment et on attend l'arrivée des nouveaux propriétaire. Très vite les époux Anfry et leur fils Blaise, 11 ans, font la connaissance des nouveaux arrivants : le comte et la comtesse de Trénilly, avec leurs enfants Hélène et Jules. Ce dernier, du même âge que Blaise, se montre vite sournois et menteur.